# Virginie Greiner
Virginie Greiner est une scénariste française de bande dessinée, née le 3 septembre 1969 à Saint-Germain-en-Laye.

## Biographie
Virginie Greiner naît à Saint-Germain-en-Laye.
Elle fait des études de droit puis elle travaille un temps en librairie et collabore avec le journal BoDoï. En 2004, elle écrit une nouvelle dans le recueil Fées, Sorcières et Diablesses,. Greiner met fréquemment en scène des héroïnes « dont les mérites sont souvent méconnus ou minorés » : féministe engagée, elle fait partie du collectif des créatrices de bande dessinée contre le sexisme et milite pour l'égalité femme-homme dans le milieu de la bande dessinée.
En 2005, s'associant avec Annabel, elle publie son premier album chez Clair de Lune : Willow Place, qui s'inspire « des écrits spirites de Conan Doyle ». L'année suivante, elle rédige les textes d'un recueil d'illustration collectif, En mâle de nus, qui reçoit un accueil critique mitigé,.
En collaboration avec son conjoint, Frank Giroud, Greiner co-écrit le scénario du premier volume de la série Secrets (2009), avec un dessin de Marianne Duvivier : Pâques avant les Rameaux ; tous deux écrivent également le deuxième tome de la série Destins (2010), avec un dessin de Daphné Collignon. La même année paraît, en tandem avec Christelle Pécout, Hypathie, second volet d'un diptyque intitulé Sorcières et qui porte sur le personnage éponyme.
Elle participe à la collection des « Reines de sang » (Delcourt) avec le scénario du diptyque portant sur Frédégonde, servi par le dessin d'Alessia De Vincenzi (2014-2016). Greiner reprend la collaboration avec Collignon pour retracer la jeunesse d'André Malraux et de son épouse Clara Goldschmidt, en s'appuyant sur l'autobiographie de Mme Malraux : Nos vingt ans ; l'œuvre s'intitule Avant l'heure du tigre. Les deux auteures publient, en 2016, une biographie : Tamara de Lempicka. Après cette œuvre, Greiner est l'invitée d'honneur au 28e festival de bande dessinée Causons cases à Cousance.
De nouveau en collaboration avec Annabel, Greiner crée le portrait d'Isabelle Eberhardt, publié en 2018. En 2019, elle écrit le scénario de Mata Hari, qui propose la biographie du célèbre personnage, ouvrage servi par le dessin d'Olivier Roman.
Elle vit à Montélimar.

## Œuvres
Sauf mention contraire, Virginie Greiner est scénariste.
- Avec Crisse : Cadavres exquis, éd. Clair de Lune, 2004  (ISBN 2-913714-64-1) (BNF 39282758)
- Willow Place : Réincarnations, dessin d'Annabel, éd. Clair de Lune, coll. Fantasmagorie, mars 2005  (ISBN 2-913714-59-5) (BNF 39946707)
- En mâle de nus (textes), illustrations collectives, éd Attakus, 2006,  (ISBN 9782916518008) (BNF 40152276)
- Secrets, tome 1 : Pâques avant les Rameaux, co-écrit avec Frank Giroud, dessin de Marianne Duvivier, Dupuis, coll. Empreinte(s), février 2009  (ISBN 978-2-8001-4104-6)
- Destins, tome 2 : Le Fils, co-écrit avec Frank Giroud, dessin et couleurs de Daphné Collignon, Glénat, coll. Grafica, janvier 2010  (ISBN 978-2-7234-6748-3) (BNF 42195077)
- Sorcières, tome 2 : Hypathie, dessin de Christelle Pécout, Dupuis, mars 2010  (ISBN 978-2-8001-4649-2) (BNF 42170276)
- Marie Moinard et collectif, En chemin elle rencontre... Les artistes se mobilisent pour l'égalité femme-homme, Vincennes/Paris, Des ronds dans l'O / Amnesty International, février 2013, 84 p. (ISBN 978-2-917237-46-5)
- Les Reines de sang : Frédégonde la sanguinaire, dessin d'Alessia De Vincenzi, Delcourt, coll. Histoire & Histoires

1. Volume 1, octobre 2014  (ISBN 978-2-7560-3750-9) (BNF 43497729)
2. Volume 2, octobre 2016  (ISBN 978-2-7560-5414-8) (BNF 45132898)

- Avant l'heure du Tigre, dessin et couleurs de Daphné Collignon, Glénat, avril 2015  (ISBN 978-2-7234-9468-7) (BNF F44313277)
- Tamara de Lempicka, dessin et couleurs de Daphné Collignon, Glénat, coll. 1000 Feuilles, novembre 2017  (ISBN 978-2-344-00826-3) (BNF 45395725)
- Isabelle Eberhardt, dessin d'Annabel, Glénat, coll. Explora, octobre 2018  (ISBN 978-2-344-01934-4) (BNF 45526135)
- Rendez-vous avec X, volume 3 : Mata Hari, dessin et couleurs d'Olivier Roman, Comix Buro, coll. Hors Collection, octobre 2019  (ISBN 978-2-344-03262-6)
- Les Reines de sang : Roxelane la joyeuse, dessin d'Olivier Roman, couleur de Filippo Rizzu, Delcourt

1. volume 1, 2020  (ISBN 978-2-413-01030-2) (BNF 46546030)
2. volume 2, 2021  (ISBN 978-2-413-01029-6) (BNF 46729511)